# Flathällen
Flathällen, finska: Laakapaasi, är en ö i Finland. Den ligger i Finska viken och i kommunen Helsingfors i landskapet Nyland, i den södra delen av landet. Ön ligger nära Helsingfors.
Öns area är 1,5 hektar och dess största längd är 170 meter i öst-västlig riktning. Närmaste större samhälle är Helsingfors, 8,4 km norr om Flathällen.